# De presidi a primera plana
De presidi a primera plana (títol original: The Domino Principle) és una pel·lícula estatunidenco-britànica dirigida per Stanley Kramer estrenada el 1977. Ha estat doblada al català.

## Argument

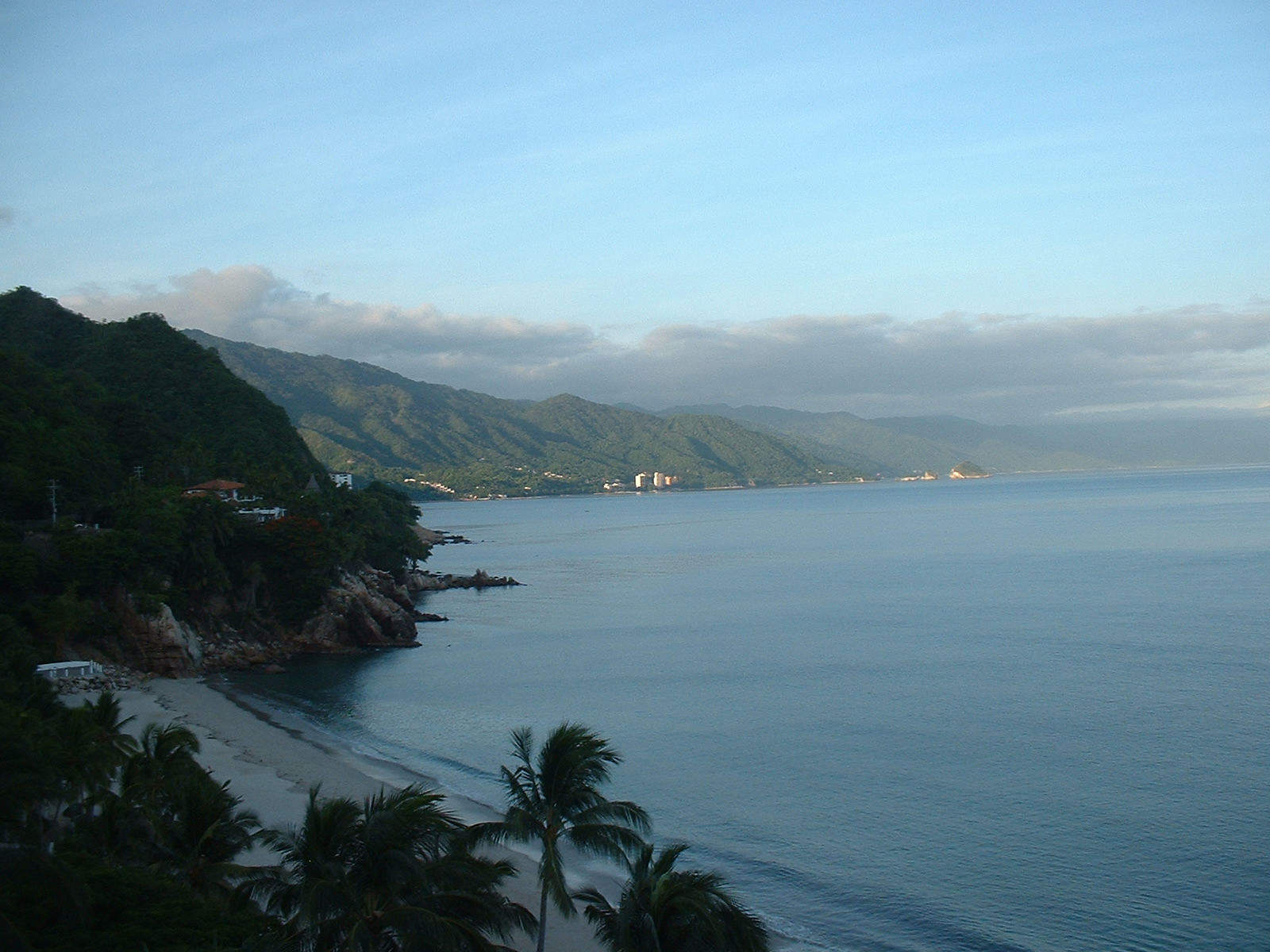
Puerto Vallarta a Mèxic
Un lloc de rodatge exterior

Roy Tucker és a la presó per haver matat el sàdic marit d'Ellie Riggens, la dona que estima. Algú, a canvi d'un favor sense determinar, li ofereix la llibertat perquè pugui casar-se amb ella a Amèrica Central. Tucker accepta la proposta, però quan arriba el moment de complir la seva promesa, s'adona que res no és fàcil.

## Repartiment
- Gene Hackman: Roy Tucker
- Candice Bergen: Ellie Tucker
- Richard Widmark: Tagge
- Mickey Rooney: Spiventa
- Eli Wallach: El general Reser
- Edward Albert: Pine
- Ken Swofford: Ditcher
- Jay Novello: el capità Ruiz
- Neva Patterson: Helen Gaddis
- George Fisher: Henemyer